# Tell Aswad
Tell Aswad (em árabe: تل أسود, “Colina Negra”), Su-uk-su ou Shuksa, é um grande tel pré-histórico neolítico, com cerca de 5 hectares, localizada a cerca de 48 quilômetros de Damasco, na Síria, em um afluente do rio Barada, na extremidade leste da aldeia de Jdeidet el Khass.

## Escavação
Tell Aswad foi descoberto em 1967 por Henri de Contenson, que liderou as escavações em 1971-1972. A cultura Aswadiana encontrada por de Contenson era muito mais avançada para sua datação calibrada do que qualquer outra encontrada na região, e o único exemplo já encontrado dessa cultura. Uma investigação técnica mais aprofundada da série lítica feita por Frédéric Abbès revelou inconsistências, de modo que recentemente foi decidido reescavar em seis temporadas pela Missão Arqueológica Permanente Francesa El Kowm-Mureybet, sob a direção conjunta de Danielle Stordeur e Bassam Jamous, entre 2001 e 2006. As investigações sobre os materiais encontrados estão em andamento no Museu Nacional de Damasco.
O trabalho de campo mais recente em Tell Aswad levou a uma reavaliação de sua datação, com o período Aswadiano ou Neolítico pré-cerâmico A (PPNA) (9500-8700 cal AP) agora considerado ausente. Em vez disso, a datação por radiocarbono das novas escavações e das sementes das escavações da década de 1970 documenta a ocupação no período Neolítico pré-cerâmico B (PPNB), dividido em três partes: PPNB Ancien (PPNB inicial) de 8700 a 8200 cal a.C. e PPNB Moyen (PPNB médio) de 8200 a 7500 cal a.C. O PPNB Récent (PPNB tardio) foi equiparado ao “Néolithique ancien de Byblos” de Dunand.

## Construção
O primeiro período do PPNB envolveu a construção de uma arquitetura maciça de terra, com camadas de solo e juncos para construir paredes. Os habitantes de Tell Aswad inventaram o tijolo no local, modelando torrões de terra com leitos de juncos, que eles então moldaram em tijolos brutos e secaram em estágios posteriores. As casas eram redondas do início ao fim do assentamento, elípticas ou poligonais e eram parcialmente enterradas ou assentadas. A orientação das aberturas é, na maioria das vezes, para o leste. Isso está de acordo com os sítios do Levante do Sul, enquanto os sítios do Vale do Eufrates do Norte geralmente exibem casas retangulares.

## Cultura
Ferramentas e armas eram feitas de sílex, incluindo pontas de flechas de Aswadian e Jericó. Outros achados incluíam equipamentos de moagem, recipientes de pedra e barro e ornamentos feitos de vários materiais. A obsidiana era importada da Anatólia. A cestaria e a tecelagem eram comuns, com a impressão de tecido bordado registrada em um fragmento de gesso. A modelagem de figuras de argila e pedra de pessoas, animais e formas geométricas, como esferas, cones e discos, era feita desde o início do assentamento; às vezes, eram misturadas com vegetais.
Foram encontrados túmulos de mais de cem indivíduos bem preservados. Na primeira metade da ocupação, esses túmulos foram encontrados dentro ou ao redor das casas; em estágios posteriores, os cemitérios foram isolados fora do vilarejo. Uma coleção de nove crânios supermodelados, técnica e estilisticamente semelhantes, foi recuperada de duas áreas. Um estudo detalhado dos crânios está em andamento para fornecer informações sobre as tradições e os laços sociais dos habitantes do vilarejo. Os residentes de Tell Aswad reservavam um tratamento muito sofisticado para os mortos: os crânios eram removidos e limpos, com um rosto modelado diretamente no osso com gesso de cal e depois pintado.
Tell Aswad foi citado como sendo importante para a evolução de cidades organizadas devido ao surgimento de materiais de construção, planos organizados e trabalho coletivo. Ele forneceu informações sobre a “explosão de conhecimento” no norte do Levante durante o estágio neolítico PPNB após a construção da represa.

## Domesticação de animais e plantas

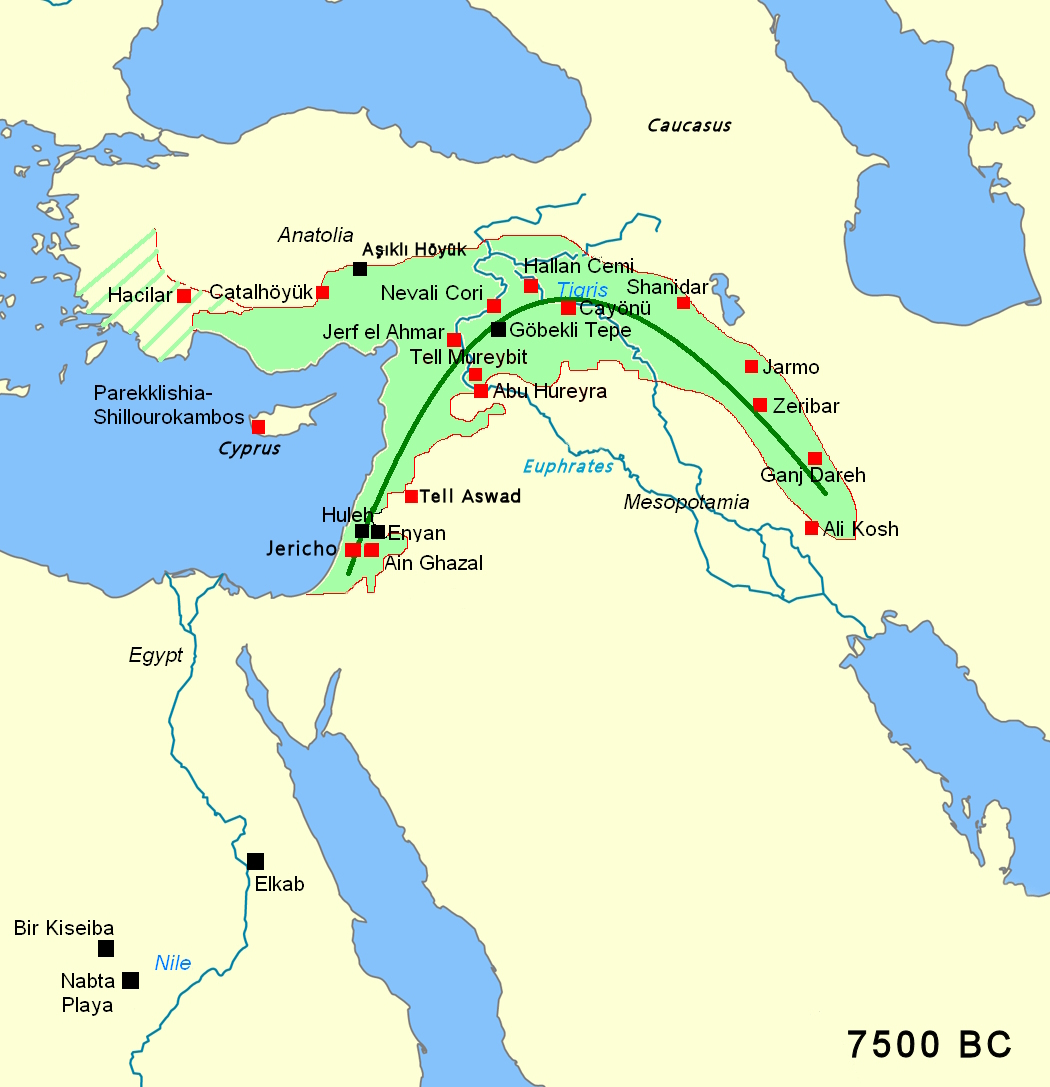
Área do crescente fértil, por volta de 7500 a.C., com os principais locais. Tell Aswad é um dos locais importantes do período neolítico pré-cerâmico. A área da Mesopotâmia propriamente dita ainda não havia sido colonizada por humanos.

A compreensão do papel de Tell Aswad nos primórdios da agricultura foi complicada pelas mudanças na datação. Originalmente, pensava-se que era um exemplo de um dos locais mais antigos de agricultura com trigo farro domesticado, datado por Willem van Zeist e sua assistente Johanna Bakker-Heeres para o PPNA em 7600-7300 uncal a.C. (cerca de 9000 cal a.C.). A alegação baseia-se na descoberta de grãos maiores, na ausência de grãos selvagens e na presunção de que o local estava além do habitat habitual da variedade selvagem do trigo farro. Sementes de linho estavam presentes e frutas, figos e pistaches foram encontrados em abundância. Foram encontrados contêineres fixos de barro e pedra com grãos carbonizados no interior de um deles, o que os designa como silos. Por fim, as canas eram amplamente utilizadas, especialmente como reforço na arquitetura, mas também para esteiras e cestas e talvez como cama ou forragem. Apesar da data (aparentemente) antiga das plantas domesticadas, Jacques Cauvin considerou que Aswad não foi o centro de origem da agricultura, afirmando que seus primeiros habitantes “chegaram, talvez do vizinho Anti-Líbano, já equipados com as sementes para o plantio, pois não há dúvida de que praticavam a agricultura desde o início do assentamento. Portanto, não foi no próprio oásis que eles realizaram seus primeiros experimentos agrícolas”.
Estudos de líticos e datação por radiocarbono das escavações de 2001 a 2006 mostraram que Tell Aswad não foi ocupada durante o período PPNA. Em vez disso, as plantas domesticadas estão presentes desde o início do PPNB, de 8700 a 8200 cal BC em diante. A análise de cerca de 400 amostras coletadas nas escavações mais recentes confirma, em geral, as identificações de van Zeist e Bakker-Heeres das escavações anteriores. A cevada domesticada está presente; a situação de domesticação do trigo farro é incerto. Especula-se que a irrigação ou alguma forma de gerenciamento de água teria sido usada para permitir o cultivo de cereais e figos em uma área com menos de 200 mm de precipitação. A nova datação dos níveis mais antigos de Tell Aswad para o início do PPNB o coloca ao lado de outros sítios com cereais domesticados, como Cafer Hüyük e Aşıklı Höyük (Turquia), Ganj Dareh e Chogah Golan (Irã) e Wadi el-Jilat 7 e Ain Ghazal (Jordânia). Tell Aswad pode agora ser visto como parte de um padrão de desenvolvimento local disperso e multirregional em pelo menos cinco áreas do Oriente Próximo, em vez de ser uma evidência inicial única que aponta para origens agrícolas no sul do Levante. O período anterior do PPNA é agora amplamente aceito como abrangendo o cultivo pré-doméstico de cereais silvestres, em vez de uma agricultura completa com culturas domesticadas.
Muitas cabras eram evidentes nos estágios iniciais, indicando que elas eram caçadas ou pastoreadas.:29-30 Essa é uma questão importante porque o período em que a domesticação de animais ocorreu pela primeira vez ainda é uma questão em aberto. A partir do PPNB médio, a presença de animais encurralados é evidente. Há porcos, ovelhas, cabras e gado.:37 Para os dois últimos, foi registrada a produção de carne e leite. Além disso, o gado frequentemente apresenta doenças resultantes de seu uso para trabalho. A imagem resultante do estudo das evidências zooarqueologia é a de um vilarejo de fazendeiros e pastores em plena posse das técnicas de produção de alimentos. A caça está bem representada com duas espécies de cavalos, duas gazelas (gazela-da-montanha e gazela-persa), javalis, muitas aves aquáticas e algumas aves das estepes.:25 Por fim, a pesca é praticada durante toda a ocupação do local. A presença de flora, como juncos aquáticos, juncos e tamargueiras, mostra que o local estava próximo a um ambiente muito úmido. A presença de ossos de peixes e aves aquáticas, como patos, grous e gansos, indica que o sítio estava localizado próximo a um lago e os habitantes do Neolítico de Aswad exploravam plenamente seus recursos.

## Literatura
- Cauvin, Jacques, The Birth of the Gods and the origins of agriculture, Cambridge, 2000. (em inglês)
- Kuijt, Ian and Goring-Morris, Nigel., Foraging, Farming, and Social Complexity in the Pre-Pottery Neolithic of the Southern Levant: A Review and Synthesis, Journal of World Prehistory, Volume 16, Number 4. (em inglês)